# Alchemilla fischeri
Alchemilla fischeri är en rosväxtart som beskrevs av Adolf Engler. Alchemilla fischeri ingår i släktet daggkåpor, och familjen rosväxter.

## Underarter
Arten delas in i följande underarter:
- A. f. camerunensis
- A. f. fischeri